# Eurya spiralis
Eurya spiralis är en tvåhjärtbladig växtart som beskrevs av W.R. Barker. Eurya spiralis ingår i släktet Eurya och familjen Pentaphylacaceae. Inga underarter finns listade i Catalogue of Life.